# Assault (film 1986)
Assault (De aanslag) è un film del 1986 diretto e prodotto da Fons Rademakers.
Adattamento cinematografico del romanzo del 1982 L'attentato di Harry Mulisch, è stato il primo film olandese a vincere l'Oscar al miglior film straniero.

## Trama
Nel gennaio 1945, mentre la Seconda guerra mondiale in Europa volge al termine, gran parte dei Paesi Bassi rimane sotto l’occupazione nazista. Una notte, un collaboratore nazista viene ucciso a colpi di arma da fuoco sulla sua bicicletta. La famiglia davanti alla cui casa cade sposta il corpo davanti alla casa vicina, dove vive la famiglia Steenwijk. I nazisti, supponendo che gli Steenwijk abbiano ucciso il collaborazionista, giustiziano i genitori e il fratello maggiore insieme a un gran numero di ostaggi. Rasa al suolo la casa degli Steenwijk, imprigionano il fratello minore, Anton. L'altra persona nella sua cella buia è una donna anziana. Anton può vedere solo la sua bocca. Trascorre i prossimi minuti a confortarlo finché non viene rimosso dalla cella.
Dopo la liberazione dei Paesi Bassi dall'occupazione nazista, Anton rimane scosso da quanto accaduto. La storia si svolge tra la fine della Seconda Guerra Mondiale e gli anni '80, seguendo la ricerca, spesso riluttante, di Steenwijk della verità sugli eventi di quella notte traumatica.

## Distribuzione
È stato distribuito nelle sale cinematografiche olandesi a partire dal 6 febbraio 1986, mentre in quelle italiane tra il luglio e l'agosto 1987.

## Riconoscimenti
- 1987 – Premi Oscar[1][2]
  - Miglior film straniero (Paesi Bassi)
- 1987 – Golden Globe[2]
  - Miglior film straniero
- 1986 – Seattle International Film Festival[3]
  - Miglior film